# Lauro De Bosis
Lauro  Adolfo De Bosis (né à Rome le 9 décembre 1901 et mort en  mer Tyrrhénienne le 3 octobre 1931) est un poète italien, aviateur, et anti-fasciste italien.

## Biographie
Lauro de Bosis né à Rome  en 1901 est le fils de Lillian Vernon, d'origine américaine et d'Adolfo,  un poète italien, rédacteur en chef de la revue, Convito. Leur maison était une sorte de salon intellectuel. Son père traduit Shelley et Lauro traduit des tragédies d'Eschyle et Sophocle. À l'université, il étudie la chimie.

## Action anti-fasciste
Lauro De Bosis s'oppose à Mussolini après l'assassinat en 1924 du politicien anti-fasciste Giacomo Matteotti. 
En 1928, il remporte une médaille d'argent aux Jeux olympiques d'Amsterdam dans la spécialité « Littérature » pour son drame Icaro, une allégorie anti-fasciste à travers le récit du mythe grec. La même année, il rencontre l'actrice Ruth Draper avec laquelle il entretient une relation jusqu'à sa mort.
Lauro De Bosis fait des aller-retour entre l'Italie et les États-Unis, où il enseigne la littérature italienne à l'université Harvard. Au cours de l'été  1930, De Bosis  fonde Alleanza Nazionale per la Libertà (it) une association clandestine anti-fasciste, projetant de larguer des tracts anti-fascistes au-dessus de Rome. L'été suivant, De Bosis prend des leçons de pilotage.

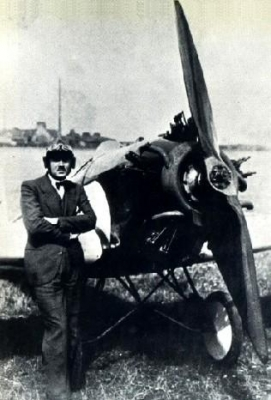
Lauro De Bosis avec le Klemm L 25 en 1931

Le 3 octobre 1931, les réservoirs remplis de carburant, De Bosis  décolle de Marseille sur un petit Klemm L 25, en direction de l'Italie. Il  arrive à Rome et tourne pendant une demi-heure au-dessus du centre-ville,  à une heure de grande affluence, larguant des milliers de tracts antifascistes pendant que Mussolini siège Piazza Navona et disparaît avant l'arrivée de l'armée de l'air italienne. Le petit monoplan en bois se dirige vers la Corse et disparaît à jamais.  L'avion a disparu en mer à cause probablement d'un manque de carburant. 
Poète prometteur, Lauro De Bosis a édité un volume de poésie italiennes pour Oxford University Press,. Ses textes sont conservés à la Houghton Library de l'université Harvard.

## Postérité

### Fond Lauro De Bosis
En 1938, l'actrice Ruth Draper crée un fonds de dotation Lauro De Bosis afin de financer une série de conférences sur la culture italienne, l'histoire et la société à l'université Harvard. En 1973, le fonds est abondé par Fiat et la Giovanni Agnelli Fondation,. La fondation alloue des bourses postdoctorales  et organise des Colloques sur la culture italienne.

### Romain Rolland
Romain Rolland, prix Nobel de Littérature (1915) publia une Introduction à l'Icare de Lauro De Bosis qui relatait la mort héroïque de ce jeune aviateur italien, abattu par un avion fasciste, après avoir lancé des tracts anti-mussoliniens au-dessus de Rome, le 3 octobre 1931.
Ami de Romain Rolland, le grand romancier Roger Martin du Gard, prix Nobel de Littérature (1937), se souviendra de cet épisode en écrivant la mort de Jacques Thibault, à la fin de L'Été 1914, ouvrage paru en 1936.

### Les Ides de Mars
Thornton Wilder  lui dédie son roman  Les Ides de Mars (1948) faisant un parallèle entre Lauro De Bosis et de Catulle.